# ۳۱۷ (پیش از میلاد)
۳۱۷ (پیش از میلاد) ۳۱۷مین سال قبل از تقویم میلادی است.